# یک غریبه کامل
یک غریبه کامل (انگلیسی: A Perfect Stranger) رمانی است از دانیل استیل نویسنده آمریکایی که در سال ۱۹۸۲ منتشر شد

## بررسی اجمالی
یک غریبه کامل، روایت داستان آلکساندر هیل «Alexander Hale» و رافائلا فیلیپس «Raphaella Phillips» است، آلکساندر که به تازگی طلاق گرفته، روزی در حال پیاده‌روی در خیابان خودش است که رافائلا را می‌بیند در حالی که بر روی پله‌ها نشسته و گریه می‌کند، او که دختر زیبائی است به ناچار با مردی هشتاد ساله که بسیار بیمار است ازدواج کرده است، هیل عاشق رافائلا می‌شود و این در حالی است که رافائلا جوان است و شوهرش پیر و بیمار و بدین علت او توان ترک همسرش را ندارد که بستری است و نیازمند مراقبت، رافائلا فرزندی ندارد و حتی احساس می‌کند که خانه‌اش به او تعلق ندارد و در دنیای بسته‌ای زندگی می‌کند، در پایان شوهر رافائلا می‌میرد و..